# Замчалово (станция)
Замчалово — узловая станция Северо-Кавказской железной дороги, расположена в Красносулинском районе Ростовской области.

## История
В 2008 году в связи с увеличением транспортного потока на перегоне Лихая — Замчалово открылся третий путь.

## Деятельность
На станции осуществляются:
- Продажа пассажирских билетов.
- Приём и выдача повагонных и мелких отправок (имеются подъездные пути).